# Gabriel Caillard-Belle
Gabriel Caillard-Belle ou Gabriel Belle est un écrivain français né le 1er avril 1870 à Paris où il est mort le 29 mars 1949.

## Jeunesse
Gabriel Caillard-Belle est le fils d'Alfred Caillard Belle et d'Élisa Jenny Dubois.
Il a été étudiant dans la classe de Louis Leloir au Conservatoire de musique et de déclamation.
Il écrit notamment une tragédie (Hamlet) et une comédie (Lucrèce Borgia) pendant ses études.
Il épouse Jeanne Huguette Olga Mendès, fille de Catulle Mendès et Augusta Holmès, avec qui il aura un enfant, Christian Caillard.